# Cybianthus maguirei
Cybianthus maguirei G.Agostini ex Pipoly – gatunek roślin z rodziny pierwiosnkowatych (Primulaceae). Występuje naturalnie w południowej Wenezueli oraz Brazylii (w stanie Amazonas). 

## Morfologia
PokrójZimozielone drzewo lub krzew. Dorastające do 2 m wysokości.
LiścieUlistnienie naprzemianległe. Blaszka liściowa jest skórzasta i ma eliptyczny lub odwrotnie jajowaty kształt, ma ostrokątną nasadę i spiczasty wierzchołek.
KwiatyZebrane w gronach.

## Biologia i ekologia
Rośnie łąkach i na brzegach cieków wodnych. Występuje na wysokości od 1300 do 2000 m n.p.m.